# La felicidad de los Katakuri
La felicidad de los Katakuri (The Happiness of the Katakuris)  (en japonés: カタクリ家の幸福, Katakuri-ke no kōfuku?) es una película japonesa de género musical y comedia de terror de 2001 dirigida por Takashi Miike, con guion de Kikumi Yamagishi. Está ligeramente basada en la película surcoreana The Quiet Family de 1998, dirigida por Kim Jee-woon .
La película es una mezcla de varios géneros como la comedia de terror surrealista, el musical, secuencias de animación stop-motion con plastilina y una escena de canto estilo karaoke.

## Argumento
Los Katakuri son una familia de fracasados que alcanza ya cuatro generaciones: el patriarca Masao Katakuri (Kenji Sawada), su esposa Terue (Keiko Matsuzaka), su padre Jinpei (Tetsurō Tamba), su hijo ex criminal Masayuki (Shinji Takeda), su hija divorciada Shizue (Naomi Nishida), su hija Yurie (Tamaki Miyazaki, quien narra la película) y su perro, Pochi. La familia utiliza la indemnización por despido del padre para comprar una gran casa antigua situada en un antiguo vertedero de basura cerca del Monte Fuji a la que han llamado "La posada de los amantes blancos". Tienen la intención de convertirlo en una casa de huéspedes, ya que se pretende ampliar la carretera cercana hasta la casa, lo que atraería a muchos transeúntes y turistas. Sin embargo, la carretera aún no se ha ampliado y los Katakuri no tienen clientes. Cuando uno finalmente aparece, se suicida durante la noche, y los Katakuri toman la decisión de salvar su negocio enterrando el cuerpo. El segundo invitado, un luchador de sumo, también muere de un infarto durante una cita con su novia mucho más joven, que también muere.
De alguna manera, cada uno de sus invitados termina muerto (por suicidio, accidente o asesinato) y muy pronto los cuerpos en el patio trasero comienzan a acumularse. Los Katakuri pronto se ven arrastrados a una pesadilla de mentiras y miedo.

## Reparto
| Actor               | Papel                               |
| ------------------- | ----------------------------------- |
| Kenji Sawada        | Masao Katakuri                      |
| Keiko Matsuzaka     | Terue Katakuri                      |
| Shinji Takeda       | Masayuki Katakuri                   |
| Naomi Nishida       | Shizue Katakuri                     |
| Kiyoshiro Imawano   | Richard Sagawa                      |
| Tetsurō Tamba       | Jinpei Katakuri                     |
| Naoto Takenaka      | Reportero de televisión             |
| Tamaki Miyazaki     | Yurie Katakuri                      |
| Takashi Matsuzaki   | Utanoumi                            |
| Ken'ichi Endô       | Kudou                               |
| Mari Hamada         | Yurie Katakuri (la voz del corazón) |
| Moeko Ezawa         | Itako                               |
| Yoshiyuki Morishita | Policía Miyaki                      |
| Yoshiki Arizono     | Padre pobre                         |
| Tokitoshi Shiota    | Ichiro Nakamura Primer invitado     |
| Mutsumi Fujita      |                                     |
| Shōken Kunimoto     |                                     |

## Otros créditos
- Productores ejecutivos: Yasushi Sekine, Takashi Tanioku, Kazutaka Akimoto, Takashi Murakoshi y Takayuki Kubota.
- Producido por: Hideshi Miyajima, Hiromi Kadokawa, Tomiyasu Ishikawa, Akira Shiihashi, Norichika, Keita Kodama y Kōji Makaino.
- Productores: Tetsuo Sao y Kôji Yoshida (Hirotsugu Yoshida)
- Planificación: Toshiaki Nakazawa.
- Director de producción: Mitsuyuki Kōsaka.
- Diseñador de producción (arte): Tetsuo Harada.
- Iluminación: Takeshi Inoue.
- Grabación (sonido): Yoshiya Obara.
- Coreografía: Ryohei Kondo.
- Subdirector: Masato Tanno.
- Cooperación de producción: Shochiku Kyoto Studio.

## Lanzamiento
La felicidad de los Katakuri, tuvo un preestreno el 31 de octubre de 2001 en el Tokyo International Film Festival y se estrenó en cines el 16 de febrero de 2002 en Japón. Fue lanzada en Japón en VHS y en DVD por Shochiku Home Video. También se lanzó en VHS, DVD y Blu-ray en otros países por diferentes distribuidoras, siempre con algún extra.En España fue lanzada en DVD en 2007 por Versus Entertainment. 
En 2017 Arrow Video editó una versión en DVD y Blu-ray que recopila múltiples extras.